# Índice de Desenvolvimento de Gênero
| Grupo 1 Grupo 2 Grupo 3 | Grupo 4 Grupo 5 Sem dados |

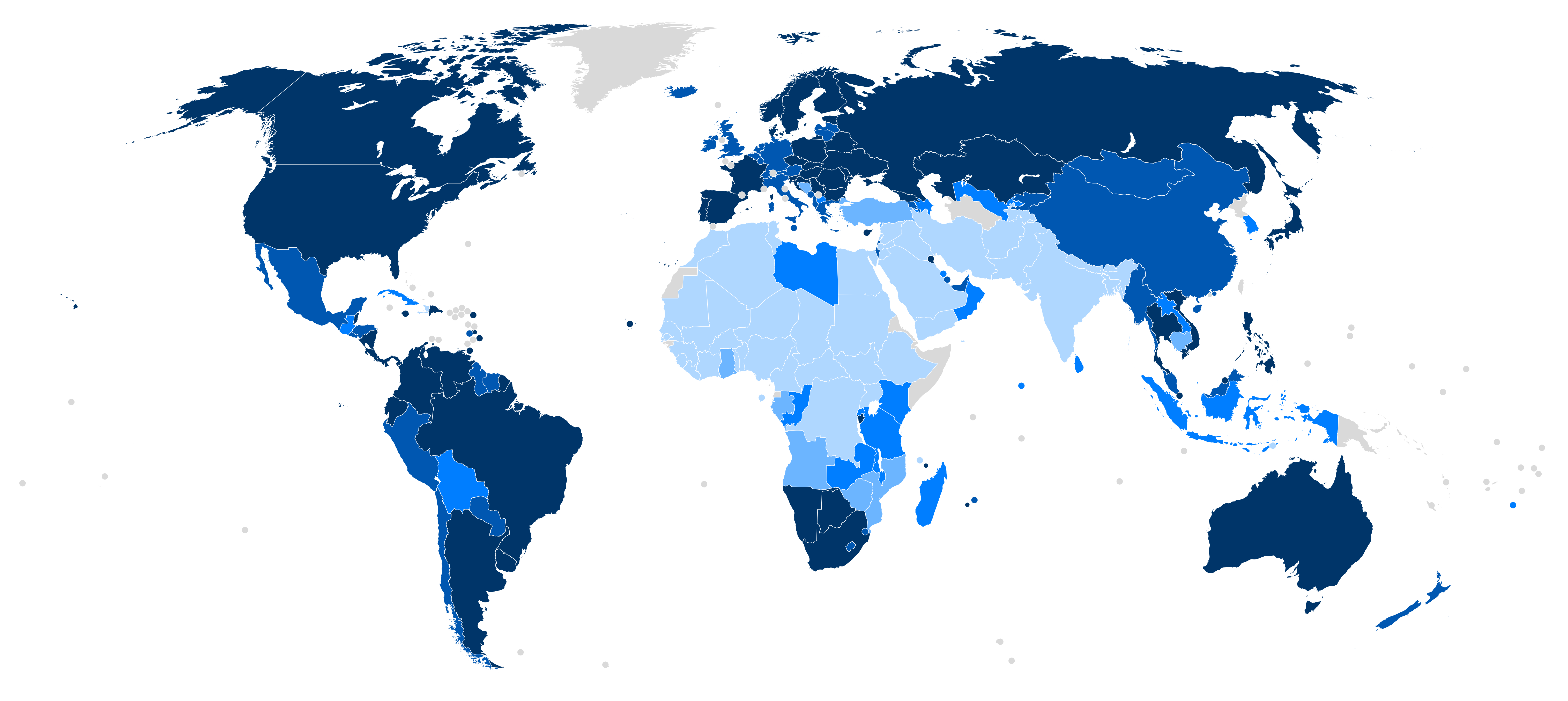
Mapa-múndi mostrando os países do Grupo 1 a 5 do Índice de Desenvolvimento de Gênero (com base em dados de 2018, publicados em 2019). Os países do Grupo 1 estão mais próximos da paridade de gênero, enquanto os do Grupo 5 estão mais distantes (ou seja, têm a maior disparidade de gênero).

Índice de Desenvolvimento de Gênero (IDG) é um índice projetado para medir a igualdade de gênero.
O GDI, juntamente com a Medida de Empoderamento de Gênero (MEG), foi introduzido em 1995 no Relatório de Desenvolvimento Humano elaborado pelo Programa das Nações Unidas para o Desenvolvimento (PNUD). O objetivo dessas medições era adicionar uma dimensão sensível ao gênero ao Índice de Desenvolvimento Humano (IDH). A primeira medida que eles criaram como resultado foi o IDG, que é definido como uma "medida sensível à distribuição que leva em conta o impacto no desenvolvimento humano das diferenças de gênero existentes nos três componentes do IDH". Sensível à distribuição significa que o IDG leva em consideração não apenas o nível médio ou geral de bem-estar e riqueza em um determinado país, mas também se concentra em como essa riqueza e bem-estar são distribuídos entre os diferentes grupos da sociedade. O IDH e o IDG (assim como o MEG foram criados para rivalizar com as medidas de desenvolvimento mais tradicionais baseadas na renda geral, como o produto interno bruto (PIB) e o produto nacional bruto (PNB).